# John Lansdale, Jr.
John Lansdale Jr. (né le 9 janvier 1912 et mort le 22 août 2003) est un colonel américain membre de l'United States Army. Il a notamment été responsable d'une partie du projet Manhattan.

## Jeunesse
John Mannen (Jack) Lansdale naît à Oakland (Californie) le 11 juin 1912, fils de John Lansdale Sr. et May Hamilton (née Mannen). Après la naissance de sa sœur Sally Mannen Lansdale en 1921, il abandonne son middle name et adopte le nom de John Lansdale Jr..
Jr. fait des études à la San Jacinto High School (en), d'où il obtient un diplôme en 1929. Il fréquente ensuite l'Institut militaire de Virginie, d'où il sort diplômé en 1933. En juin 1936, il gradue de la faculté de droit de Harvard. Il travaille un temps pour la firme Squire, Sanders and Dempsey (en) (maintenant Squire Patton Boggs), d'abord à Cleveland,, puis à Washington (D.C.).
John Lansdale épouse Metta Virginia Tomlinson à la Trinity Episcopal Church de Houston le 17 juin 1936. Le couple aura cinq filles : Helen, Chloe, Mary, Metta Jr. et Sally.

## Seconde Guerre mondiale

### Contrespionnage
Après sa graduation en Virginie, Lansdale rejoint l'United States Army Reserve. Second lieutenant dans la field artillery branch en 1933, il est promu first lieutenant en 1937. Il est appelé sous les drapeaux en juin 1941, quelques mois avant que les États-Unis n'entrent dans la Seconde Guerre mondiale. Il est assigné à la branche des enquêtes au bureau de l'assistant chief of staff (en), G-2, au département de la Guerre des États-Unis.
En février 1942, Lansdale, maintenant capitaine, rencontre James Bryant Conant, tête de la National Defense Research Committee. Il est briefé sur les efforts mis par le pays sur la création d'une arme nucléaire et est nommé responsable du contrespionnage au Laboratoire national Lawrence-Berkeley de l'université de Californie à Berkeley.
Lorsque le colonel James C. Marshal met en place le projet Manhattan en juin 1942, il crée une section sur la sécurité des gens, des installations et de l'information, à laquelle collabore Lansdale.
Lansdale exprime des inquiétudes sur l'intégrité de Robert Oppenheimer, en raison des relations communistes de ce dernier. Cependant, Lansdale et Groves s'entendent pour conclure qu'Oppenheimer était loyal et coopératif sur les questions de sécurité. Néanmoins, Lansdale a fait suivre les déplacements d'Oppenheimer, enregistré ses appels téléphoniques et ouvrir son courrier. Lansdale interroge Oppenheimer notamment sur sa relation avec Haakon Chevalier.

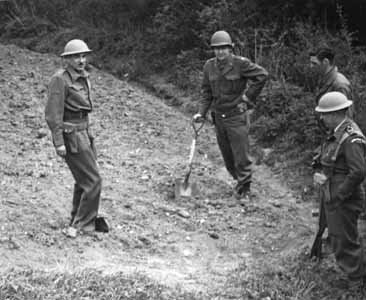
Michael Perrin, Lansdale, Samuel Goudsmit et Eric Welsh recherchant de l'uranium dans un champ d'Haigerloch, en Allemagne (avril 1945).

Le 1er janvier 1944, l'armée décentralise le service de renseignement. Lansdale tente de se négocier des conditions particulières, mais échoue. Son unité est réassignée au Projet Manhattan, formant le nouveau Counter Intelligence Corps (CIC).

### Missions outremers
En avril 1945, Groves assigne Lansdale, désormais lieutenant colonel, en Europe. Il y rencontre le Lieutenant General Walter B. Smith et le major general Harold Bull de la Supreme Headquarters Allied Expeditionary Force afin d'établir les bases de l'opération Harborage (en), visant la capture de scientifiques, matériel et installations liées aux recherches atomiques sous le régime nazi dans les environs d'Hechingen, Bisingen et Haigerloch.
En attendant une opportunité de lancer cette opération, des membres de l'opération Alsos apprennent que du minerai d'uranium, saisi en Belgique en 1944, a été envoyé aux installations de la Wirtschaftliche Forschungsgesellschaft (WiFO) à Staßfurt, ville capturée par la 83e division d'infanterie américaine le 15 avril. Puisqu'il se trouve dans une zone décernée à l'URSS lors de la conférence de Yalta, l'opération Alsos s'y rend le 17 avril pour y saisir tout ce qui est digne d'intérêt. En 10 jours, 260 camions de chargement partent avec environ mille tonnes de minerai d'uranium, de diuranate de sodium et de ferrouranium,.
L'opération Harborage est lancée le 22 avril. L'opération Alsos y est rattachée et Lansdale s'y joint,.
Landsdale est décoré de la Legion of Merit pour service rendu lors de la guerre. Il est également nommé membre honoraire de l'ordre de l'Empire britannique.

## Après la guerre
Après la guerre, Lansdale et sa famille retourne à Cleveland. Lansdale reprend son travail pour Squire, Sanders and Dempsey. De 1949 à 1963, il est conseiller municipal pour la ville de Shaker Heights.
En 1954, Lansdale témoigne en faveur d'Oppenheimer lors de l'audition de sécurité de ce dernier,.
En 1972, Lansdale déménage à Essex Farm, dans le comté d'Anne Arundel. Après un temps, il retourne travailler pour les bureaux de la firme à Washington (D. C.), où il travaille jusqu'à sa retraite en 1987.
Metta Tomlinson meurt en 2001. Quant à lui, John Lansdale meurt deux ans plus tard, dans sa maison près d'Annapolis, le 22 août 2003. Il est enterré au cimetière All Hallows (en) de Davidsonville. En 2010, il est introduit au Military Intelligence Hall of Fame (en).